# Broken Circuits
Broken Circuits je drugi studijski album slovenske glasbenice Malidah, izdan v samozaložbi 21. januarja 2021.

## Kritiški odziv
V recenziji za Radio Študent je Ula Kranjc Kušlan o albumu sklenila: »Ponovno smo na Broken Circuits priča izjemno dovršeni, kvalitetni produkciji, kar za Malidah kot izobraženo in dobro glasbeno producentko ni nič novega. In v bistvu ni veliko novega na splošno.« Podobno je Špela Cvetko za Odzven pri SIGIC-u izpostavila neinovativnost albuma in zapisala: »Za vpis v zgodovinske knjige ta glasba sicer ni dovolj inovativna, vendar vseeno odlično nadaljuje zvočni niz, znotraj katerega ustvarja in raziskuje.«

## Seznam pesmi
Vse pesmi je napisala Malidah.
| Št. | Naslov            | Dolžina |
| --- | ----------------- | ------- |
| 1.  | „Inside (Intro)‟  | 2:40    |
| 2.  | „So Far‟          | 3:30    |
| 3.  | „What You Get‟    | 3:59    |
| 4.  | „Meanwhile‟       | 3:21    |
| 5.  | „Don't Know‟      | 2:43    |
| 6.  | „Broken Circuits‟ | 3:21    |
| 7.  | „Mistranslations‟ | 4:21    |
| 8.  | „Sun (Outro)‟     | 2:22    |

## Zasedba
- Malidah — vokal, produkcija, aranžmaji, računalnik
- Anej Kočevar — miks, mastering